# Arzana
Arzana – miejscowość i gmina we Włoszech, w regionie Sardynia, w prowincji Nuoro. Graniczy z Aritzo, Desulo, Elini, Gairo, Ilbono, Jerzu, Lanusei, Seui, Seui, Seulo, Tortolì, Villagrande Strisaili i Villaputzu.
Według danych na rok 2004 gminę zamieszkiwały 2583 osoby, 15,9 os./km².